# Cicindela schauppii
Cicindela schauppii este o specie de insecte coleoptere descrisă de G. Horn în anul 1876. Cicindela schauppii face parte din genul Cicindela, familia Carabidae. Această specie nu are alte subspecii cunoscute.